# Valdéshalvön

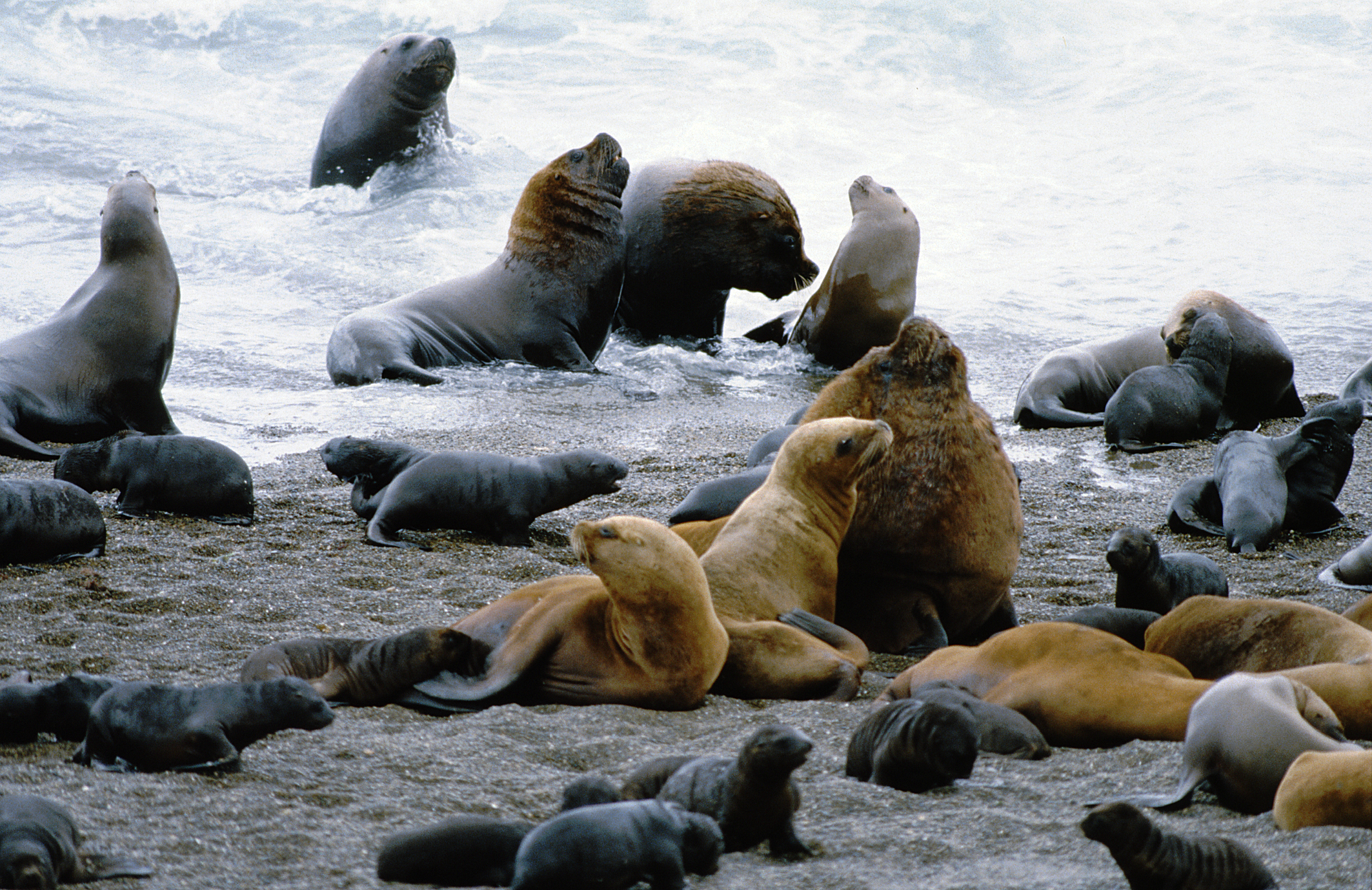

Valdéshalvön (spanska: Península Valdés) är en halvö vid Atlantkusten i provinsen Chubut i Argentina. Halvön är omkring 3 625 km² stor.
Större delen av halvön är ofruktbar mark med några saltvattensjöar. Den största av dessa sjöar ligger ungefär 40 meter under havsytan, den lägsta nivån i Argentina och Sydamerika.
Valdéshalvön är ett mycket viktigt naturreservat och blev 1999 upptagen på Unescos världsarvslista.
Kustlinjen bebos av marina däggdjur, som öronsälar och elefantsälar. Sydkapare kan hittas i vattenområdena Golfo Nuevo och Golfo San José mellan halvön och Patagoniens fastland.
Dessa bardvalar kommer hit under andra halvan av året för att para och föröka sig, framför allt för att vattnet i golfen är lugnare och varmare än ute till havs. Späckhuggare finns ute till havs utanför halvön.
På inre delen av halvön finns nanduer (en strutsart), guanacor (lamadjur) och maror.

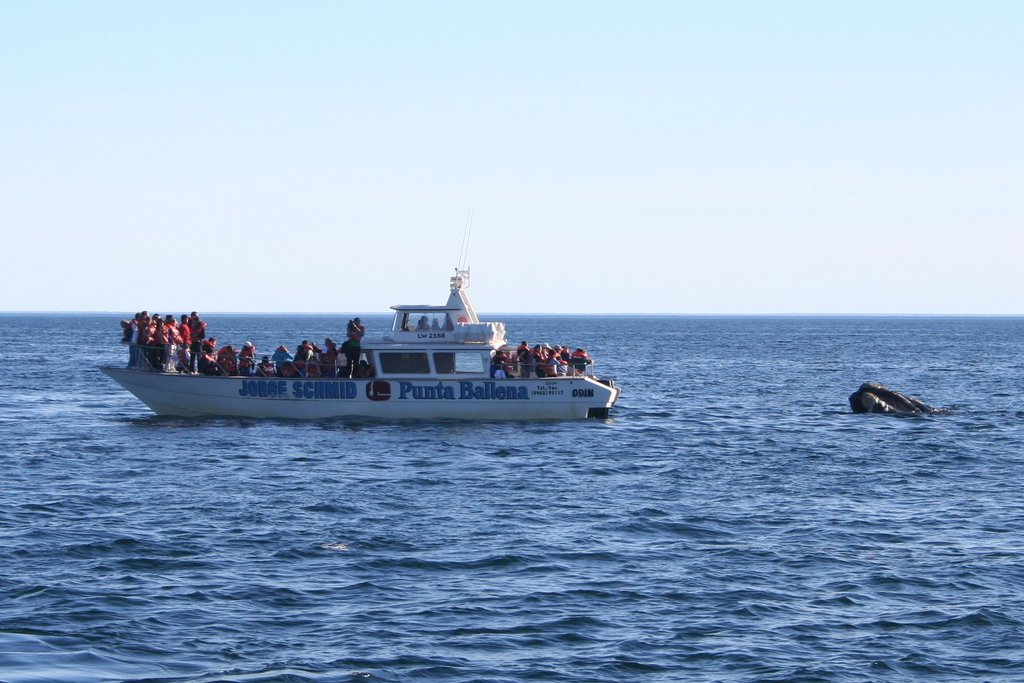
Valskådning
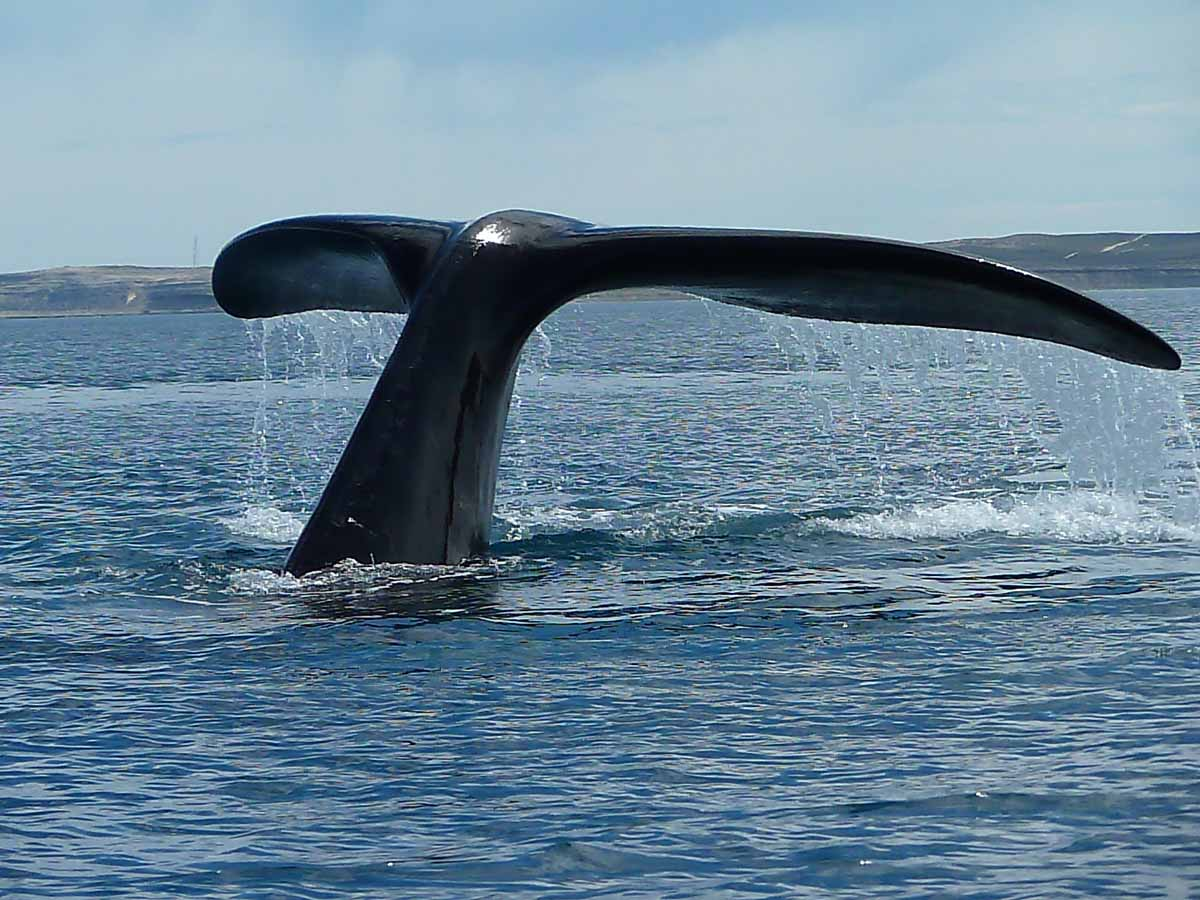
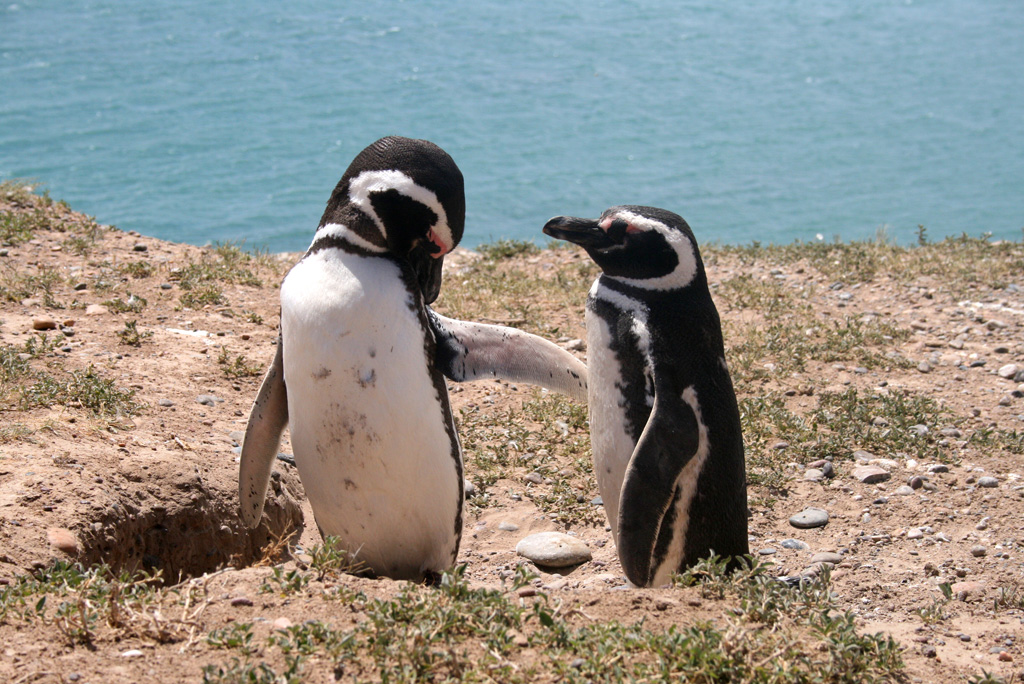